# Barbara Dickmann

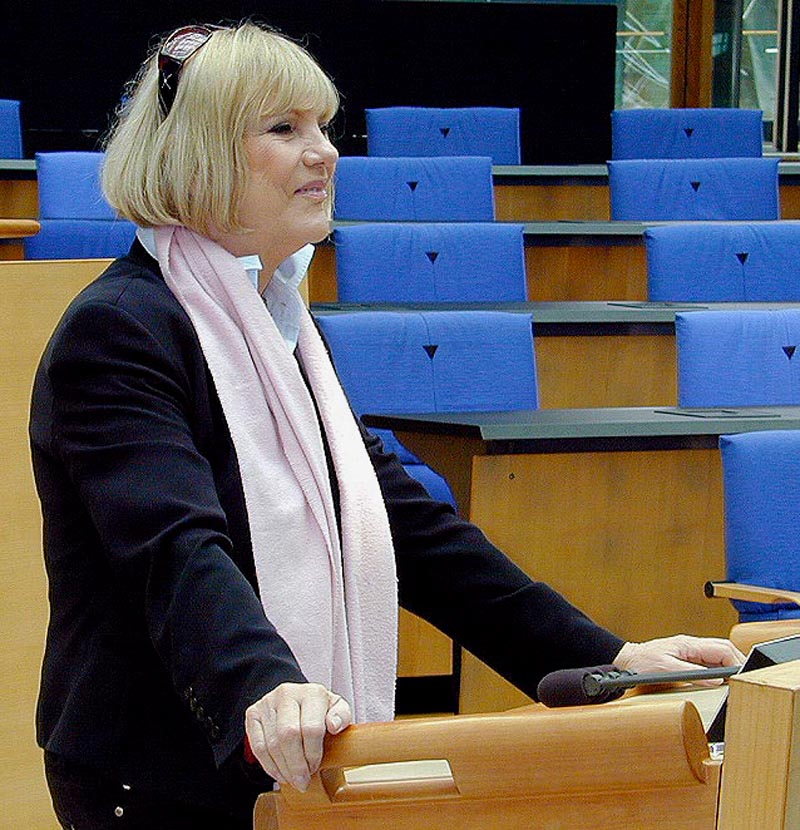
Barbara Dickmann (2008)

Barbara Dickmann (* 21. Juni 1942 in Kattowitz, Schlesien) ist eine deutsche Journalistin.

## Karriere
Barbara Dickmann begann ein Sportstudium, brach es aber 1964 zugunsten eines Volontariats bei der Neuen Presse in Würzburg ab, wo sie zur Lokalredakteurin aufstieg. Ab 1967 arbeitete sie für den Hessischen Rundfunk, 1971 moderierte sie die Hessenschau. 1977 wechselte sie als Redakteurin und erste Frau als Moderatorin (ab 1979) zu den ARD-Tagesthemen, 1983 wurde sie Leiterin des Bonner Stern-Büros. Im Jahr 1983 drehte sie im Auftrag von Stern TV den Film Der Fund, welcher die sensationelle Entdeckung der Hitler-Tagebücher dokumentieren sollte.
1985 nahm Dickmann ihre Arbeit als Chefredakteurin der UFA auf, für Bertelsmann wurde sie Programmbeauftragte. 1988/1989 arbeitete sie für die Deutsche Welle, seit 1989 in der Redaktion der ZDF-Sendung ML Mona Lisa, deren Redaktionsleiterin sie  von 2003 bis 2008 war.

## Werke
- Barbara Dickmann, Angelica Fell: Und niemand weiß, warum … Das rätselhafte Kindersterben; ein ML-Mona-Lisa-Buch; München: mvg Verlag, 2008; ISBN 978-3-636-06403-5. Das Buch handelt von den vertuschten Untersuchungen rund um den Leukämiecluster Elbmarsch.
- Lieber heute aktiv als morgen radioaktiv; LAIKA Verlag, 2012; ISBN 978-3-942281-02-7, Autoren: Barbara Dickmann, Angelica Fell
- Der Spielemacher: Paul Gauselmann, die Biographie; erzählt von Barbara Dickmann, Econ, Berlin 2017, ISBN 978-3-430-20246-6

## Auszeichnungen
- 1972 – Regionalfilmpreis für die beste investigative Dokumentation "Kredithaie"
- 1981 – Bambi als beste Moderatorin einer politischen, aktuellen Sendung
- 1982 – Platz 3 der Goldenen Kamera für die besten Nachrichten-Moderatoren (Zuschauerpreis)
- 1987 – Auszeichnung der Computerhersteller für Wer hat Angst vor dem kleinen Chip? (BR)
- 1991 – Journalistenpreis der Deutschen AIDS-Stiftung für Ugandas sterbende Mütter (ZDF)
- 1997 – Umweltpreis für Journalisten der Deutschen Umweltstiftung für die ML Mona Lisa Redaktion (ZDF)
- 2006 – Prix-Europa-Ranking Platz 9 der besten europäischen Dokumentationen in der Kategorie TV Current Affairs Programme
- 2007 – Zuschauerpreis der Öko-Filmtour 2007 für die Dokumentation "Und keiner weiß warum..."
- 2007 – Dritter Preis 'Pro Ehrenamt' des Kreises Neuss, Nordrhein-Westfalen
- 2009 – Nominierung Öko-Filmtour-Festival für Berichte zur KiKK-Studie
- 2011 – Ehrenpreis für besondere Verdienste des Nuclear-Free Future Award
- 2012 – Internationaler Umweltpreis